# Litya
Litya es un género de foraminífero bentónico considerado un sinónimo posterior de Moravammina de la familia Moravamminidae, de la superfamilia Moravamminoidea, del suborden Fusulinina y del orden Fusulinida. Su especie tipo era Litya sizranensis. Su rango cronoestratigráfico abarcaba el Devónico.

## Clasificación
Litya incluía a la siguiente especie:
- Litya sizranensis †

Otra especie considerada en Litya es:
- Litya novonikolaevkensis †, de posición genérica incierta